# Гликокаликс
Гликокаликс е генетичен термин в биологията, който се отнася до извънклетъчна мрежеста структура от , олигозахариди произвеждана от някои бактерии, епителни клетки и други клетки, чиито функции са да предпазва клетката, например от фагоцити, и да ѝ позволява да се прилепва към други клетки или инертни повърхности (скали, метали). Някои бактерии формират колонии като свързват гликокаликсите си.
Химичният състав на гликокаликса е уникален за всеки отделен организъм, което му помага да извършва клетъчно разпознаване, т.е. да идентифицира кои са собствените му здрави клетки и да ги разграничи от болните, от клетките на чуждите организми-агресори и от клетките на трансплантирани органи. Гликокаликсът съдържа както антигени, така и резус-фактор.
Слизестата обвивка на телата на рибите също се нарича гликокаликс.
Гликокаликса взема участие в много клетъчни функции – клетъчно разпознаване, клетъчна адхезия, клетъчно взаимодействие, клетъчно активиране, клетъчна аглутинация.